# Eremella matildebellae
Eremella matildebellae är en kvalsterart som beskrevs av Sandór Mahunka och Palacios-Vargas 1995. Eremella matildebellae ingår i släktet Eremella och familjen Eremellidae. Inga underarter finns listade i Catalogue of Life.